# Ayberk Köprülü
Ayberk Köprülü (İzmir, 29 oktober 1985) is een Nederlands-Turks programmamaker en presentator. Hij is de oudste uit een gezin met zes kinderen. Op zijn vierde emigreerde hij naar Nederland.
Köprülü werd kort na de moord op Theo van Gogh door programmamaker Jakob Milikovski benaderd voor een interview over de gevolgen van de moord. Als reactie op de moord op Van Gogh maakten zij samen de documentaire Jihad Tegen Haat waarin Köprülü zijn presentatiedebuut maakte.
In 2005 werd Köprülü op achttienjarige leeftijd bij publieke omroep LLiNK binnengehaald. Samen met Eline Le Croix en Johan Eijkelboom presenteerde hij het televisieprogramma MoveYourAss. Zijn wekelijks terugkerende items waren LTV Leipe Toerkoe Visie, Koken met Ayberk en Oranje in dagen van strijd. Ook is hij voor MoveYourAss in Cyprus geweest om de Turkse en Griekse Cyprioten door middel van muziek bij elkaar te brengen. Verder heeft hij Ayaan Hirsi Ali geïnterviewd over de controversiële film Submission (2).
Köprülü heeft politicologie aan de Universiteit van Amsterdam gestudeerd en is sinds 2010 getrouwd.